# Vice-primeiro-ministro de Portugal
Vice-Primeiro-Ministro da República Portuguesa é o título atual do vice-chefe do Governo da República Portuguesa. No entanto, o cargo atualmente não é ocupado por nenhum membro do Governo. Como vice-chefe do poder executivo, o vice-primeiro-ministro substitui o primeiro-ministro em caso de incapacidade deste. A Constituição da República Portuguesa prevê a existência de um ou mais vice-primeiros-ministros. O vice-primeiro-ministro pode acumular a função de chefe do Governo com as pastas de um ou mais ministérios.
A última pessoa a ocupar o cargo de Vice-Primeiro-Ministro foi Paulo Portas, que teve como residência oficial o Palácio das Laranjeiras, em Lisboa.

## Nomeação
O Vice-Primeiro-Ministro é nomeado pelo Presidente da República, aconselhado pelo Primeiro-Ministro.

## Titular
Desde 26 de novembro de 2015, o cargo encontra-se vago. O último titular foi Paulo Portas, durante o XX Governo Constitucional.

## Antigos vice-primeiros-ministros vivos
Existem três antigos vice-primeiros-ministros vivos:

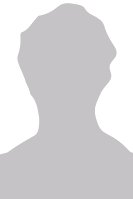
Ricardo Bayão Horta (1983) 19 de novembro de 1936 (88 anos)
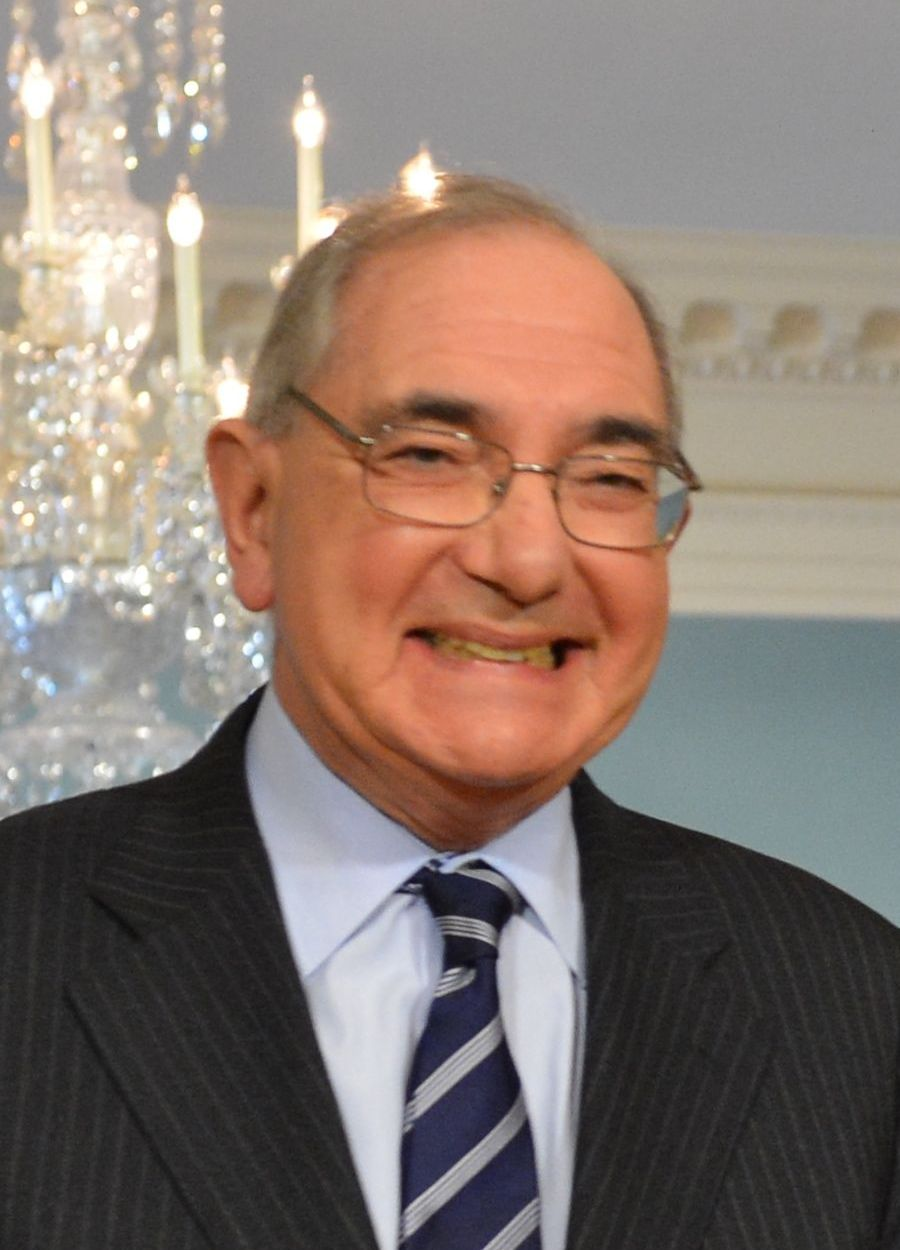
Rui Machete GCC (1985) 07 de abril de 1940 (85 anos)
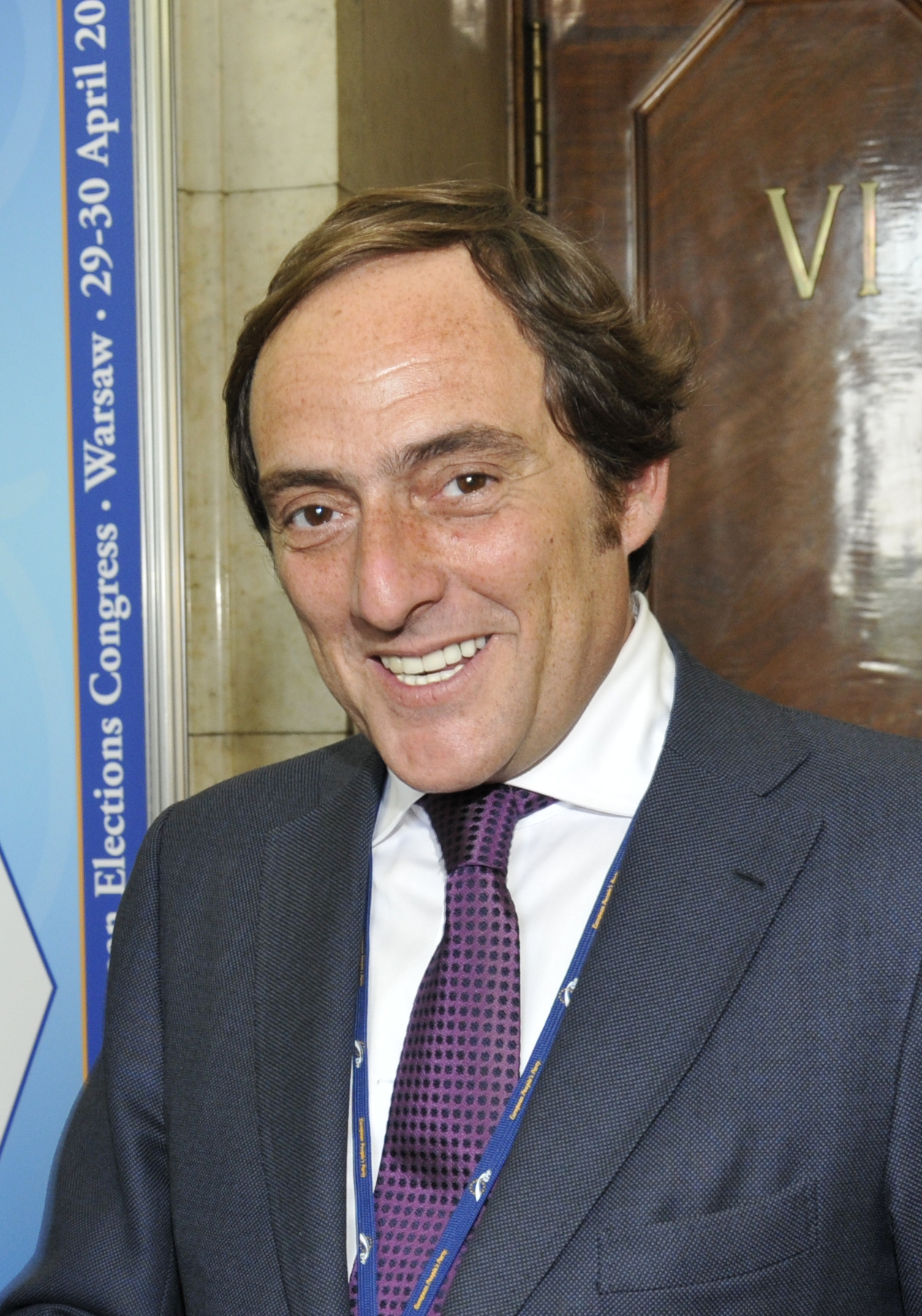
Paulo Portas 12 de setembro de 1962 (62 anos)

## Residência oficial

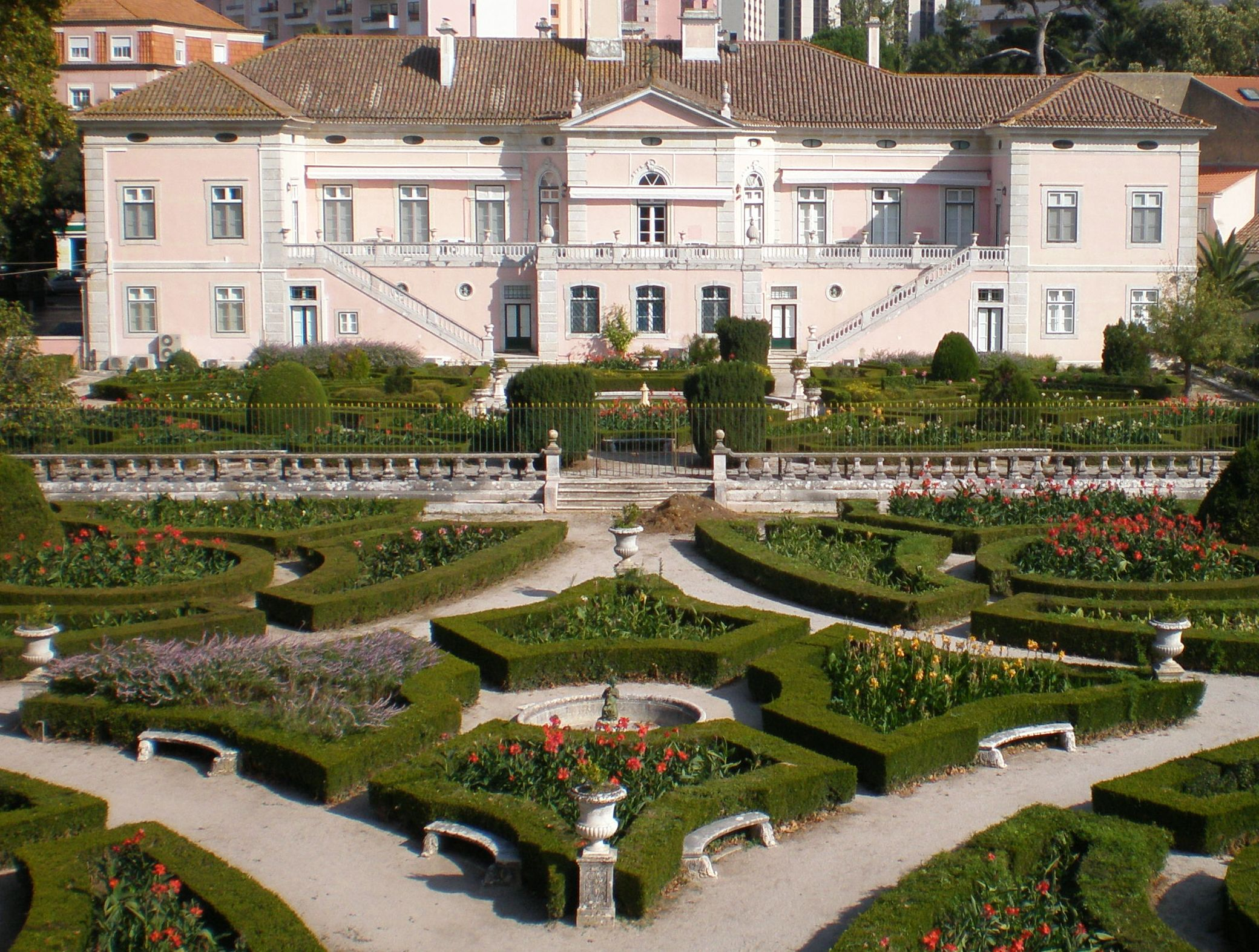
Palácio das Laranjeiras, Residência Oficial do último titular do cargo.

Quando Paulo Portas foi empossado vice-primeiro-ministro, escolheu como local para instalar o seu gabinete o Palácio das Laranjeiras, localizado em Sete Rios, Lisboa. O Palácio, também conhecido como Palácio do Conde do Farrobo, foi construído no século XVIII, tendo servido como residência oficial do titular. Em 1903, o conde de Burnay comprou a quinta e o palácio, tendo acabado por ceder parte da quinta ao Jardim Zoológico de Lisboa que até então estava localizado no Parque da Palhavã, onde hoje se situa a Fundação Calouste Gulbenkian. O Ministério das Colónias adquiriu o Palácio em 1940 para instalar aí o museu de Marinha, o que nunca veio a acontecer. O local tem, desde então, albergado vários ministérios, incluindo o das Colónias durante o Estado Novo.

## Vice-primeiros-ministros não-oficiais
O "número dois" do Primeiro-Ministro tanto pode servir como Vice-Primeiro-Ministro, Ministro Adjunto ou como Ministro de Estado, sendo tal designado na Lei Orgânica do Governo, que prevê os ministérios e as funções de cada um, com a seleção de um dos seus membros escolhido para substituir o Primeiro-Ministro nas suas ausências ou impedimentos, ou para o coadjuvar nas suas funções.
Atualmente, o Primeiro-Ministro é substituído nas suas funções, "[s]alvo indicação em contrário do Primeiro-Ministro, [...] pelo ministro que não se encontre ausente ou impedido".

### Lista
| Nome                      | Período                                         | Cargo                                                       | Gov.  | Refs.  |
| ------------------------- | ----------------------------------------------- | ----------------------------------------------------------- | ----- | ------ |
| Henrique de Barros        | 23 de julho de 1976 a 23 de janeiro de 1978     | Ministro de Estado                                          | I     | [ 7 ]  |
| Jorge Campinos            | 23 de julho de 1976 a 23 de janeiro de 1978     | Ministro sem Pasta                                          | I     | [ 7 ]  |
| António de Almeida Santos | 23 de janeiro a 29 de agosto de 1978            | Ministro-Adjunto do Primeiro-Ministro                       | II    | [ 9 ]  |
| Carlos Costa Freitas      | 29 de agosto a 22 de novembro de 1978           | Ministro-Adjunto do Primeiro-Ministro                       | III   | [ 10 ] |
| Manuel da Costa Brás      | 1 de agosto de 1979 a 3 de janeiro de 1980      | Ministro-Adjunto para a Administração Interna               | V     | [ 11 ] |
| Basílio Horta             | 9 de janeiro a 4 de setembro de 1981            | Ministro de Estado Adjunto do Primeiro-Ministro             | VII   | [ 12 ] |
| Eurico de Melo            | 6 de novembro de 1985 a 17 de agosto de 1987    | Ministro de Estado                                          | X     | [ 13 ] |
| Fernando Nogueira         | 31 de outubro de 1991 a 16 de março de 1995     | Ministro da Presidência                                     | XII   | [ 14 ] |
| António Vitorino          | 28 de outubro de 1995 a 25 de novembro de 1997  | Ministro da Presidência                                     | XIII  | [ 15 ] |
| Jaime Gama                | 25 de novembro de 1997 a 25 de outubro de 1999↑ | Ministro dos Negócios Estrangeiros                          | XIII  | [ 15 ] |
| Jaime Gama                | 25 de outubro de 1999 a 20 de outubro de 2000   | Ministro de Estado↑                                         | XIV   | [ 16 ] |
| Álvaro Barreto            | 17 de julho de 2004 a 12 de março de 2005       | Ministro de Estado, das Atividades Económicas e do Trabalho | XVI   | [ 17 ] |
| António Costa             | 12 de março de 2005 a 17 de maio de 2007        | Ministro de Estado e da Administração Interna               | XVII  | [ 18 ] |
| Luís Amado                | 21 de junho de 2007 a 21 de junho de 2011↑      | Ministro de Estado, e dos Negócios Estrangeiros             | XVII  | [ 18 ] |
| Luís Amado                | 21 de junho de 2007 a 21 de junho de 2011↑      | Ministro de Estado, e dos Negócios Estrangeiros             | XVIII | [ 19 ] |
| Paulo Portas              | 21 de junho de 2011 a 24 de julho de 2013       | Ministro de Estado, e dos Negócios Estrangeiros             | XIX   | [ 20 ] |
| Augusto Santos Silva      | 26 de novembro de 2015 a 26 de outubro de 2019  | Ministro dos Negócios Estrangeiros                          | XXI   | [ 21 ] |